# ジェンツォーネ
ジェンツォーネ（伊: Genzone）は、イタリア共和国ロンバルディア州パヴィーア県コルテオローナ・エ・ジェンツォーネにある分離集落（フラツィオーネ）。
かつては独立した自治体（コムーネ）であったが、2016年1月1日、コルテオローナと合併し、新自治体の一部となった。

## 地理

### 位置・広がり

#### 隣接コムーネ
コムーネとしてのジェンツォーネは、以下のコムーネと隣接していた。
- コピアーノ
- コルテオローナ
- フィリゲーラ
- ジェレンツァーゴ